# Visitor Location Register
Pour les articles homonymes, voir VLR.
Le VLR ou Visitor Location Register est un élément d'un réseau cellulaire de téléphonie mobile (GSM, GPRS, UMTS ou LTE).

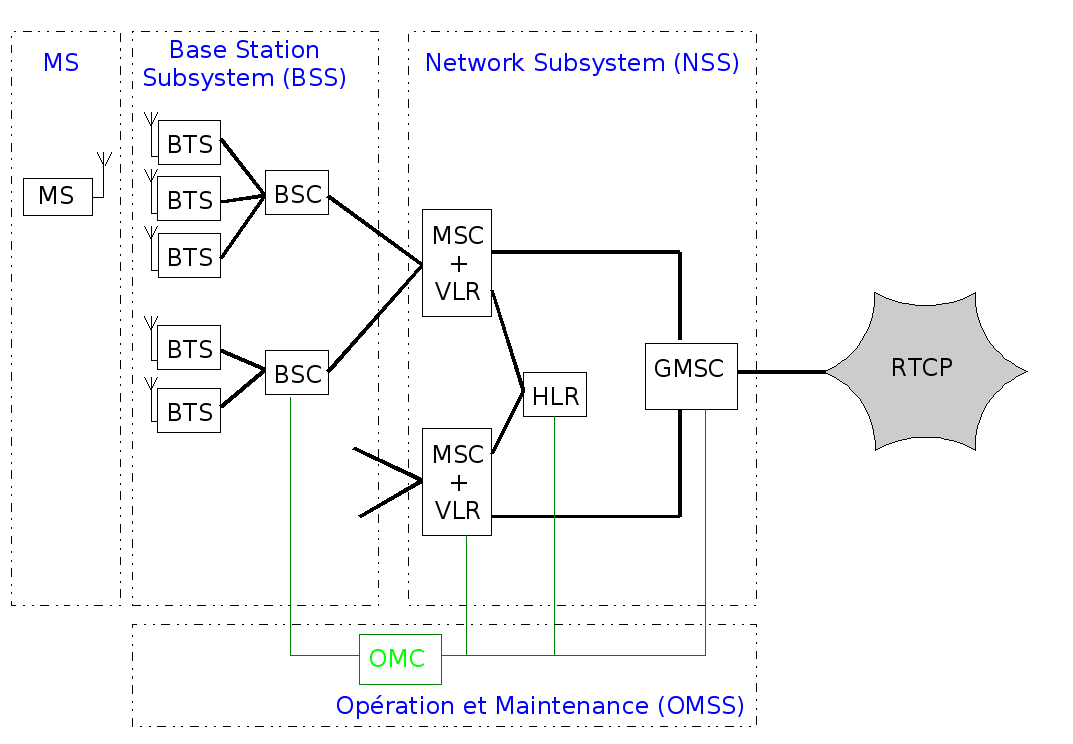
Structure simplifiée d'un réseau GSM, le VLR est le point d'entrée du réseau NSS

Le VLR est une base de données temporaire contenant des informations sur tous les utilisateurs (Mobile Stations) d'un réseau, et qui est parfois intégré dans le Mobile service Switching Center (MSC).
La plus petite unité spatiale pour localiser un abonné utilisant une station mobile est la Location Area. Cette zone est en fait le regroupement de plusieurs cellules, donc concerne (a priori) plusieurs BTS ou plusieurs Node B (UMTS) à la fois : chaque zone reçoit un code unique, le Location Area Code. À un instant donné, un abonné ne se trouve que dans une seule Location Area, donc un seul VLR contient une entrée dans sa base concernant cet abonné. Cette unicité est utilisée pour retrouver un abonné dans le réseau.
Le VLR contient, entre autres, les informations suivantes :
- TMSI (Temporary Mobile Subscriber Identity), dérivé du N° IMSI
- MSRN (Mobile Station Roaming Number)
- LAI (Location Area Identification)
- l'adresse du MSC
- l'adresse du HLR (en 2G) ou du HSS (Home Subscriber Server) en 3G (UMTS).

Le LAI est un identificateur qui inclut notamment le Location Area Code de la zone dans laquelle se trouve la station mobile (MS) en question. Lorsque la station mobile change de Location Area (ou tout simplement lorsqu'il vient d'être allumé), il émet un message de type Location Update pour indiquer dans quelle zone (LAI) et quelle cellule il se trouve. 
À l'inverse, si un appel extérieur désire joindre cette MS, un message particulier (Paging) est envoyé sur le canal de signalisation dans toute la zone LA avec comme clé l'identificateur temporaire (TMSI) pour que la MS se signale et indique dans quelle cellule elle se trouve actuellement.